# Paleosuchus palpebrosus
Il caimano nano di Cuvier (Paleosuchus palpebrosus (Cuvier, 1807)) è una piccola specie di coccodrillo della famiglia degli alligatori endemica del Sud America, il cui areale comprende Brasile, Bolivia, Colombia, Ecuador, Guyana francese, Guyana, Paraguay, Perù, Suriname, Trinidad e Venezuela. Vive nelle foreste fluviali, nelle foreste allagate vicino a laghi e fiumi e in torrenti dal flusso rapido. Può attraversare anche grandi porzioni di terraferma per raggiungere pozze temporanee ed è in grado di tollerare anche acque più fredde rispetto ad altre specie di caimani. Altri nomi comuni per questa specie includono il caimano muschiato, caimano nano, caimano di Cuvier e caimano dalla fronte liscia (quest'ultimo nome è usato anche per P. trigonatus). Date le sue ridotte dimensioni, in alcuni Stati è possibile mantenere questi animali come animali domestici; nel commercio di animali domestici è spesso indicato come caimano dalla testa a cuneo.
Il caimano nano di Cuvier fu descritto per la prima volta dallo zoologo francese Georges Cuvier nel 1807 ed è una delle sole due specie del genere Paleosuchus, insieme a P. trigonatus. I loro parenti più stretti sono gli altri caimani della sottofamiglia Caimaninae. Con una lunghezza totale media di 1,4 metri (4,6 piedi) per i maschi e fino a 1,2 metri (3,9 piedi) per le femmine, il caimano nano di Cuvier non è solo la specie più piccola esistente nella famiglia degli alligatori e dei caimani, ma anche il più piccolo tra tutti i coccodrilli, con gli esemplari adulti che raggiungono in media un peso di 6-7 kg (da 13 a 15 libbre). Tuttavia, le loro ridotte dimensioni sono compensate dalla robusta corazza, fornita dalle basi ossee delle sue squame dermiche, che fornisce una buona protezione contro i predatori. I giovani caimani nani si nutrono principalmente di invertebrati, ma anche di piccoli pesci e rane, mentre gli esemplari adulti si nutrono di pesci più grandi, anfibi e invertebrati, come i grandi molluschi. Talvolta questi animali costruiscono delle tane sotterranee per ripararsi durante le ore più calde e nel Pantanal possono andare in estivazione nelle loro tane per stare al fresco durante la stagione secca. La femmina seppellisce le sue uova in un nido a forma di cumulo e queste impiegano circa tre mesi per schiudersi. Quando le uova si schiudono, la femmina aiuta i piccoli a uscire dal nido e fornisce loro protezione e limitate cure parentali per le prime settimane di vita. Questo caimano presenta un vasto areale e una vasta popolazione totale; pertanto la IUCN lo ha classificato come una specie a rischio minimo.

## Descrizione

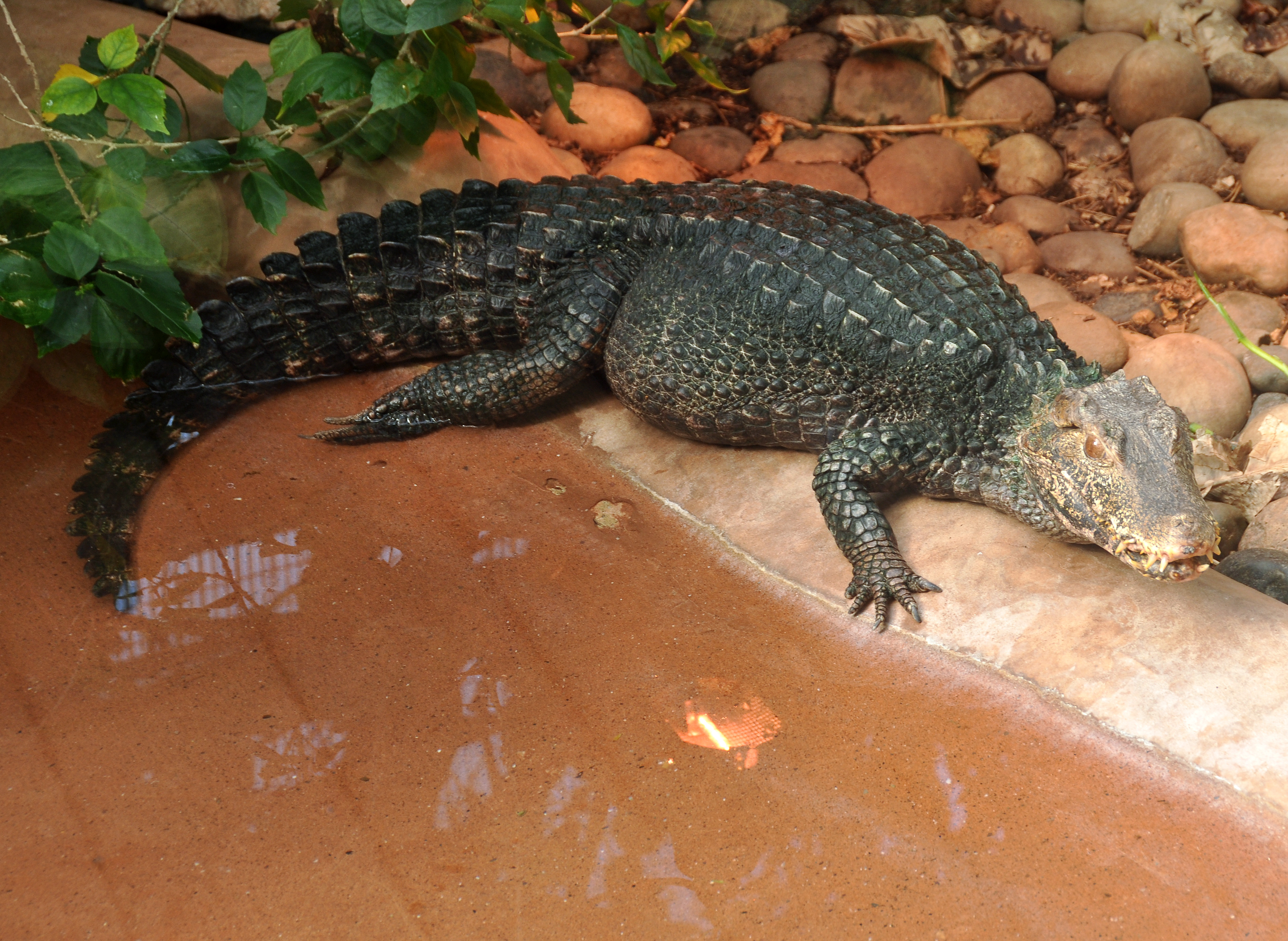
Caimano nano di Cuvier al Paignton Zoo, Inghilterra

Il caimano nano di Cuvier è il più piccolo coccodrillo vivente del Nuovo Mondo, contendendosi il titolo di coccodrillo più piccolo al mondo con il coccodrillo nano africano (Osteolaemus tetraspis). I maschi raggiungono una lunghezza massima di circa 1,6 metri (5,2 piedi) mentre le femmine di solito non superano 1,2 metri (3 piedi 11 pollici). L'esemplare più grande mai registrato misurava 1,73 metri (5,7 piedi) di lunghezza. Questa potrebbe essere una sottostima della taglia massima dell'animale, poiché quasi tutti i grandi adulti hanno perso la punta della coda e l'esemplare più grande misurato nella regione del Pantanal aveva una lunghezza muso-cloaca di 1,125 metri (4 piedi) (equivalente a una lunghezza totale di 2,1 metri (6,9 piedi) con una coda intatta). Il peso medio di un adulto si aggira sui 6-7 kg (da 13 a 15 libbre), circa lo stesso peso di un esemplare di 6-12 mesi di diverse specie più grandi di coccodrilli. Il caimano nano di Cuvier compensa le ridotte dimensioni con una formidabile corazza presente su entrambi i lati dorsali (superiore) e ventrali (inferiore), riducendo il rischio di predazione. Le squame dermiche che forniscono questa protezione hanno una base ossea e sono note come osteodermi.
La testa ha una forma insolita per un coccodrillo, con un cranio a forma di cupola e un muso corto, liscio e concavo con la punta rivolta all'insù, vagamente somigliante alla testa di un cane. La mascella si estende notevolmente più in avanti rispetto alla mandibola. Le fauci presentano 4 denti premascellari e da 14 a 15 denti mascellari su entrambi i lati nella mascella, e 21 o 22 denti su ciascun lato della mandibola, per un totale di circa 80 denti. Il collo è relativamente snello e gli scuti dorsali sono meno prominenti rispetto al caimano dalla fronte liscia. Le doppie file di scudi sulla coda sono piccole e sporgono verticalmente. Gli adulti hanno una colorazione nero-brunastro scuro con una testa marrone scuro, mentre i giovani sono marrone con bande nere. Le iridi degli occhi sono marrone a tutte le età e le pupille hanno la forma di fessure verticali.
La scutellazione (disposizione delle squame) è una delle caratteristiche principali che aiuta gli studiosi a distinguere il caimano nano di Cuvier dal caimano nano di Schneider.
| Tratto scutellato     | Caimano nano di Cuvier                                                                                    | Caimano nano di Schneider                                                                                    |
| --------------------- | --- | --- |
| Post occipitali       | Solitamente 2 file                                                                                        | Solitamente 1 fila                                                                                           |
| Nucale                | Solitamente 4–5 file                                                                                      | Solitamente 4 file, talvolta 5                                                                               |
| Dorsale               | 18 file longitudinali e 6–10 file trasversali, disposte ordinatamente, con 4 file tra le zampe posteriori | 18 file longitudinali e 6-7 trasversali, disposte a casaccio, con solitamente 2 file tra le zampe posteriori |
| Ventrale              | 21–22 file longitudinali e 16 trasversali                                                                 | 19–21 file longitudinali e 10–12 trasversali                                                                 |
| Coda – cresta singola | Solitamente 19–21 squame                                                                                  | Solitamente 17–19 squame                                                                                     |
| Coda – cresta doppia  | Solitamente 9 o 10 file                                                                                   | Solitamente 9 o 10 file                                                                                      |
| Coda – laterale       | Piccole squame interrompono 2-3 file                                                                      | 5–8 file |

## Biologia

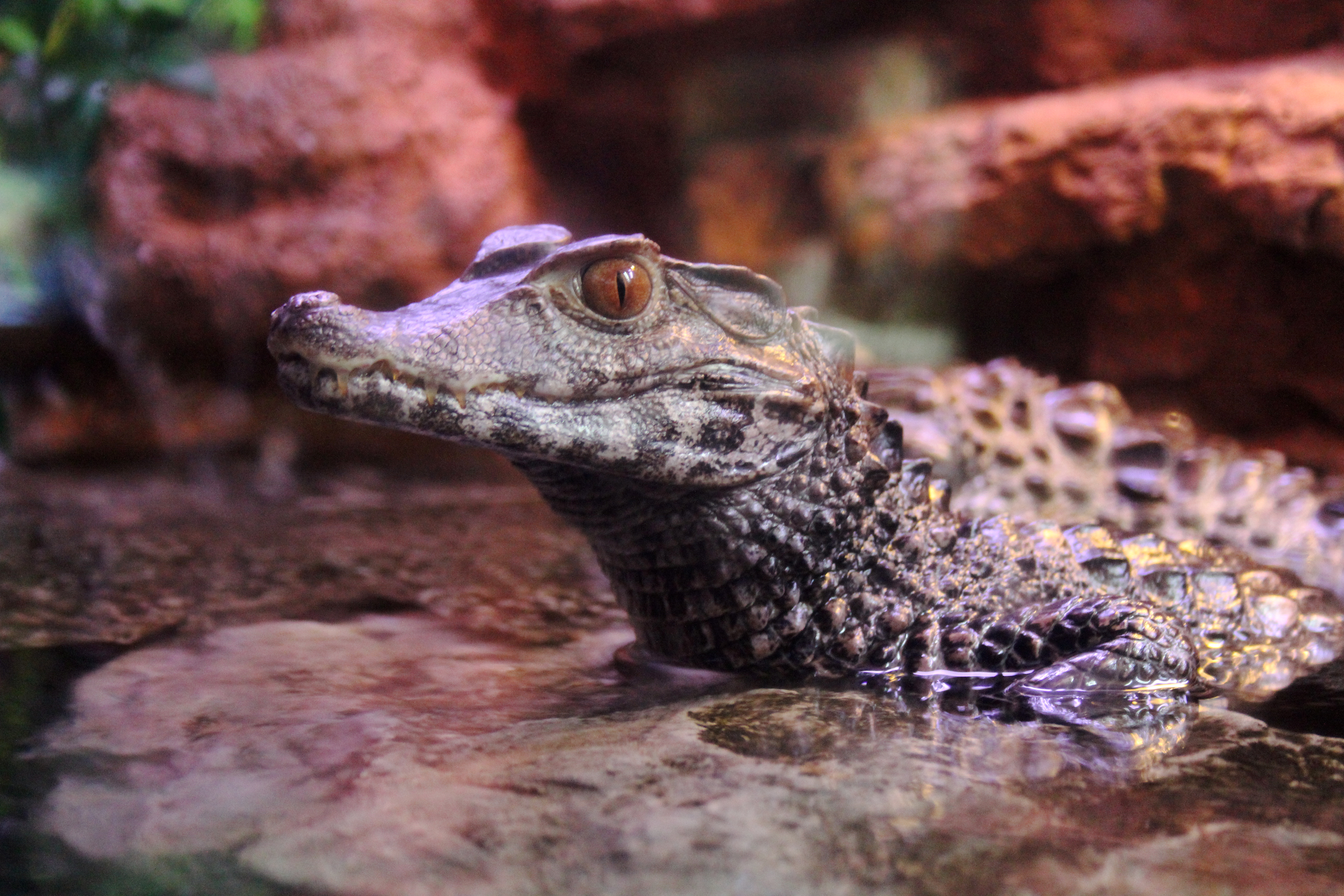
Adulto al Sea world di Praga

Il caimano nano di Cuvier è prevalentemente notturno. Gli adulti si nutrono di pesci, anfibi, piccoli mammiferi, uccelli, granchi, gamberi, molluschi e altri invertebrati, che catturano sia in acqua o sia sulla terraferma. I giovani consumano meno pesce, ma si nutrono più prevalentemente di crostacei, girini, rane e lumache, nonché invertebrati terrestri, come i coleotteri. La preda viene spesso inghiottita intera, venendo in seguito frantumata dalle pietre ingerite dall'animale nel ventriglio. Le popolazioni del Pantanal possono andare in estivazione nelle loro tane durante la stagione secca e sono in grado di mantenere la loro temperatura corporea intorno ai 22 °C (72 °F) per giorni interi.

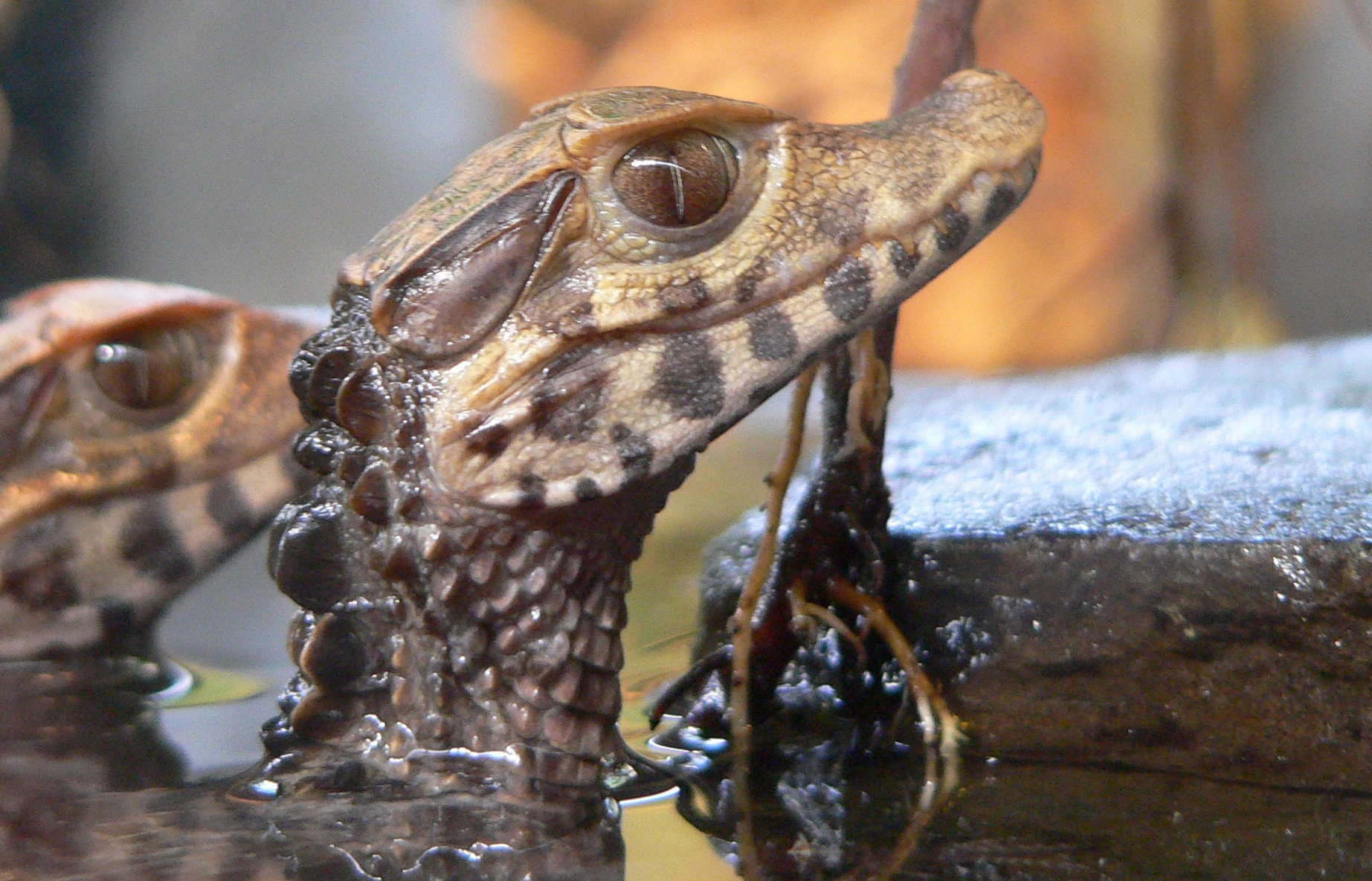
Cuccioli al Cologne Zoological Garden, Germania

Gli esemplari adulti prediligono uno stile di vita solitario o di coppia. La riproduzione di questa specie è poco studiata, ma non sembra essere di natura stagionale. La femmina costruisce un nido di tumuli con vegetazione e fango in un luogo nascosto e appartato dove deporrà una covata di 10-25 uova, nascondendole sotto altra vegetazione. Il periodo di incubazione è di circa 90 giorni e il sesso dei piccoli dipende dalla temperatura del nido durante il periodo di incubazione. Quando le uova iniziano a schiudersi, la femmina apre il nido in risposta ai richiami dei piccoli. I giovani appena emersi dall'uovo sono ricoperti da uno strato di muco, che può ritardare l'ingresso dei piccoli in acqua nel caso la covata si fosse schiusa durante la stagione secca. Inoltre, si ritiene che la presenza continua del muco sulla pelle riduca la crescita delle alghe. La femmina rimane con i piccoli per alcune settimane, dopodiché i piccoli si disperdono. I giovani crescono a una velocità compresa tra 8 e 10 centimetri (da 3 a 4 pollici) all'anno e raggiungono la maturità sessuale intorno agli 8 anni.
Il caimano nano di Cuvier è considerato una specie chiave la cui presenza nell'ecosistema mantiene un sano equilibrio degli organismi. In sua assenza, i pesci, come i piranha, potrebbero arrivare a dominare l'ambiente acquatico. Le uova e i giovani appena nati sono i più a rischio e sono predati da uccelli, serpenti, ratti, procioni e altri mammiferi. Gli adulti sono protetti dalla spessa corazza di osteodermi ossei sotto le squame e i loro principali predatori sono giaguari, anaconde verdi (Eunectes murinus) e grandi boa constrictor.
Il caimano nano di Cuvier è l'unica specie di coccodrillo in cui non è mai stato osservato il "death roll", tecnica quasi universale utilizzata da quasi tutti i coccodrilli esistenti per nutrirsi o durante i combattimenti intraspecifici. Tuttavia, questo potrebbe essere solo circostanziale, poiché gli esemplari testati per il comportamento potrebbero aver agito in modo non collaborativo con i ricercatori, oppure è possibile che questi animali non necessitino di usare il "death roll" in quanto le loro prede sono facilmente inghiottibili intere e non necessitano di essere fatte a pezzi. Nonostante le ridotte dimensioni il suo morso è, in rapporto al corpo, uno dei più potenti nel regno animale, come avviene per quasi tutti i coccodrilli. Può esercitare una pressione mascellare di 140 kg/cm2,, la stessa che si registrerebbe sotto 1400 metri d'acqua. Questa caratteristica gli permette di frantumare i gusci più coriacei con facilità.

## Distribuzione e habitat
Il caimano nano di Cuvier è originario della zona tropicale settentrionale e centrale del Sud America. È presente nel fiume Orinoco, il fiume São Francisco, il Rio delle Amazzoni, il corso superiore del fiume Paraná e il fiume Paraguay. Il suo areale include Perù, Ecuador, Colombia, Venezuela, Guyana, Suriname, Guyana francese, Brasile, Bolivia e Paraguay. L'areale di questa specie è molto più ampio di quella del caimano dalla fronte liscia, suo simpatrico, poiché si estende in Paraguay e comprende un'area più ampia del Brasile.
Il caimano nano di Cuvier è una specie d'acqua dolce, che abita le zone fluviali boschive e nelle zone di foresta allagata intorno ai laghi. Sembra preferire fiumi e torrenti con corrente forte, ma può vivere anche nelle acque tranquille e povere di nutrienti del Venezuela e del Brasile sudorientale. È inoltre in grado di coprire grandi distanze via terra, durante la notte, per raggiungere pozze temporanee o bacini idrici più grandi. Alcuni individui sono stati avvistati in pozze e piscinette temporanee. Nelle parti settentrionale e meridionale del suo areale, si può trovare anche nelle foreste a galleria nella regione delle savane, ma è assente da tali habitat nel Llanos e nel Pantanal. Questa specie sembra tollerare meglio le acque più fredde rispetto ad altre specie di caimani. Durante le ore più calde del giorno preferiscono rimanere nelle loro tane, mentre nelle prime ore della giornata possono essere osservati mentre si crogiolano al sole sulle rive o in acque poco profonde con la schiena esposta.

## Tassonomia ed etimologia
Il caimano nano di Cuvier fu descritto per la prima volta da Cuvier nel 1807 come Crocodylus palpebrosus da una località tipo descritta come "Cayenne". Da allora ha ricevuto numerosi nomi da diversi autori: Crocodilus (Alligator) palpebrosus (Merrem, 1820), Jacaretinga moschifer (Spix, 1825), Champsa palpebrosa (Wagler, 1830), Alligator palpebrosus (Dumeril & Bibron, 1836), Champsa gibbiceps (Natterer, 1841), Caiman palpebrosus (Gray, 1844), Caiman (Aromosuchus) palpebrosus (Gray, 1862) e Jacaretinga palpebrosus (Villant, 1898). Muller, nel 1924, e Schmidt, nel 1928, furono i primi autori a usare il nome attualmente accettato di Paleosuchus palpebrosus. Attualmente, non sono riconosciute sottospecie.
Uno studio genetico del 2012 ha rilevato chiare differenze tra le varie popolazioni di caimano nano di Cuvier (Pantanal; bacino del fiume Madeira; bacino del Rio Negro ), e queste popolazioni sono apparentemente isolate l'una dalle altre, portando a suggerire che potrebbe trattarsi di un complesso di specie criptico.
Attualmente, il genere Paleosuchus contiene solo due specie: Paleosuchus trigonatus, comunemente noto come caimano nano di Schneider, e P. palpebrosus, entrambi del Sud America. Paleosuchus si distingue dagli altri caimani della sottofamiglia Caimaninae per l'assenza di una cresta interorbitale e per la presenza di quattro denti nella regione premascellare, dove altre specie di caimani ne hanno cinque. Il nome del genere Paleosuchus deriva dal greco palaios che significa "antico" e soukhos che significa "coccodrillo". Ciò si riferisce alla convinzione che questo coccodrillo provenga da un antico lignaggio che si distaccò dalle altre specie di caimani circa 30 milioni di anni fa. Il nome specifico, palpebrosus, deriva dal latino palpebra (termine invariato in italiano), e osus che significa "pieno di". Questo si riferisce alle placche ossee (palpebrali) presenti sulle palpebre superiori.

## Conservazione
Molti coccodrilli sono cacciati per la loro pelle, ma questo non è il caso del caimano nano del Cuvier. Ciò potrebbe essere dovuto al fatto che la pelle ventrale di questa specie è troppo corazzata per facilitarne la conciatura. Alcuni individui vengono uccisi dalle popolazioni indigene per il cibo, e altri, in particolare in Guyana, vengono catturati per il commercio di animali esotici; tuttavia non ci sono prove per determinare che ciò affligga le popolazioni selvatiche. La minaccia più importante per la sopravvivenza di questa specie è data dalla distruzione del suo habitat. La popolazione totale selvatica è stimata in oltre un milione di individui.
Nella sua Lista rossa delle specie minacciate, la IUCN elenca il caimano nano di Cuvier come specie a rischio minimo, per via del suo ampio areale che comprende gran parte del Sud America centro-settentrionale e, sebbene la sua tendenza demografica sia sconosciuta, sembra essere abbondante in molte delle località in cui si trova. È elencato nell'Appendice II della CITES.

### In cattività
In alcuni Paesi il caimano nano di Cuvier può essere tenuto come animale domestico esotico, anche se fornire cure adeguate è costoso e richiede un terrario delle dimensioni adeguate. In molti Paesi sono necessari permessi o licenze e la maggior parte dei veterinari ha poca esperienza con questi animali esotici. In Italia detenere caimani, o coccodrilli in generale, è vietato dalla legge.